# Cincizeci de umbre descătușate
Cincizeci de umbre descătușate (titlu original Fifty Shades Freed) este un film romantic, după romanul erotic cu același nume, scris de E. L. James, care se preconizează că va apărea de Ziua Îndrăgostiților în luna februarie din anul 2018. Acest film urmează seria „Cincizeci de umbre ale lui Grey”, cele două filme precedente fiind considerate foarte bune și fiind vizionate de către mulți cinefili încă de la lansarea acestora. Este anticipat că filmul va avea un fir epic nou, în care Chiristian Gray și Anastasia Steele se vor căsători și vor da naștere unui copil, iar șeful Anastasiei, Jack fiind foarte revoltat de împlinirea celor doi, va decide să îl omoare pe protagonistul principal, Grey.